# Mirjana Spoljaric Egger
Mirjana Spoljaric Egger (Ludbreg, 1971) è una diplomatica svizzera, dal 1º ottobre 2022 ricopre la carica di Presidente del Comitato Internazionale della Croce Rossa (CICR), è stata assistente amministratore del Programma delle Nazioni Unite per lo Sviluppo (UNDP) dall'agosto 2018.

## Biografia
Mirjana Spoljaric Egger è nata nel 1971 a Ludbreg in Croazia. Ha trascorso i primi due anni della sua vita in questo paese, è cresciuta a Basilea e Oberwil (Basilea Campagna).
Egger ha studiato filosofia, economia e diritto internazionale all'Università di Basilea e all'Università di Ginevra. Ha terminato gli studi con un master. Ha poi lavorato come assistente di ricerca presso la Facoltà di Giurisprudenza dell'Università di Basilea. Nel 2000 è entrata al Dipartimento federale degli affari esteri (DFAE), dove ha ricoperto diversi incarichi, tra l'altro a Berna e New York. Dal 2004 al 2006 ha insegnato governance globale presso il Dipartimento di Sociologia dell'Università di Lucerna.
Inizialmente ha lavorato presso l'Ambasciata svizzera al Cairo ed è stata desk officer presso la Banca Europea per la Ricostruzione e lo Sviluppo (BERS) e per la sicurezza nucleare nell'Europa Centrale e Orientale. Dal 2010 al 2012, Mirjana Spoljaric Egger è stata inviata ad Amman come consigliere senior presso l'ufficio del Commissario generale delle Nazioni Unite per l'Agenzia delle Nazioni Unite per il soccorso e l'occupazione dei rifugiati palestinesi nel Vicino Oriente (UNRWA).
Dal 2012 è stata ambasciatrice, capo della Divisione delle Nazioni Unite e delle Organizzazioni Internazionali. Ha rappresentato la Svizzera nei negoziati sulle riforme dell'ONU e sul bilancio dell'ONU, nel Consiglio di Sicurezza, nell'Assemblea Generale, nel Consiglio Economico e Sociale delle Nazioni Unite, nella Commissione per il Consolidamento della Pace, nel Consiglio dei Diritti Umani e nell’Ufficio delle Nazioni Unite per la droga e il crimine.
Dall'agosto 2018, Spoljaric ha ricoperto il ruolo di Vice Segretario Generale delle Nazioni Unite, Assistente amministratore del Programma delle Nazioni Unte per lo Sviluppo (UNDP) e Direttore dell'Ufficio regionale per l'Europa e la CSI. A ricoprire queste posizioni le è succeduta, nel settembre 2022, Ivana Živković, del Ministero degli Affari esteri ed Europei della Croazia.
Nel novembre del 2021 l'Assemblea del Comitato Internazionale della Croce Rossa l'ha eletta presidente, con effetto a partire dal 1º ottobre 2022, al posto di Peter Maurer. È la prima donna a ricoprire tale ufficio.